# Sapajus
Cet article concerne un nom scientifique de genre. Pour le nom vernaculaire, voir Sapajou.
Genre
Sapajus est un genre de singes du Nouveau Monde de la famille des Cebidae.

## Classification
Historiquement tous les sapajous étaient inclus dans un genre unique, Cebus. Des études phylogénétiques récentes ont démontré que les espèces du groupe de Cebus apella s'étaient séparées de celles du groupe de Cebus capucinus au Miocène déjà. Elles ont donc été replacées dans un genre à part, Sapajus,.

### Liste des espèces
D'après l'ouvrage Handbook of the Mammals of the World en 2013 :
- Sapajus apella (Linnaeus, 1758) — syn. Cebus apella — Capucin brun
- Sapajus flavius (Schreber, 1774) — syn. Cebus flavius — Sapajou fauve
- Sapajus nigritus (Goldfuss, 1809) — syn. Cebus nigritus — Sapajou noir
- Sapajus cay (Illiger, 1815) — syn. Cebus cay — Sapajou du Paraguay
- Sapajus libidinosus (Spix, 1823) — syn. Cebus libidinosus — Sajou lascif
- Sapajus macrocephalus (Spix, 1823) — syn. Cebus macrocephalus — Sapajou à grosse tête
- Sapajus robustus (Kuhl, 1820) — syn. Cebus robustus — Sapajou robuste
- Sapajus xanthosternos (Wied-Neuwied, 1826) — syn. Cebus xanthosternos — Sapajou à poitrine jaune

## Distribution

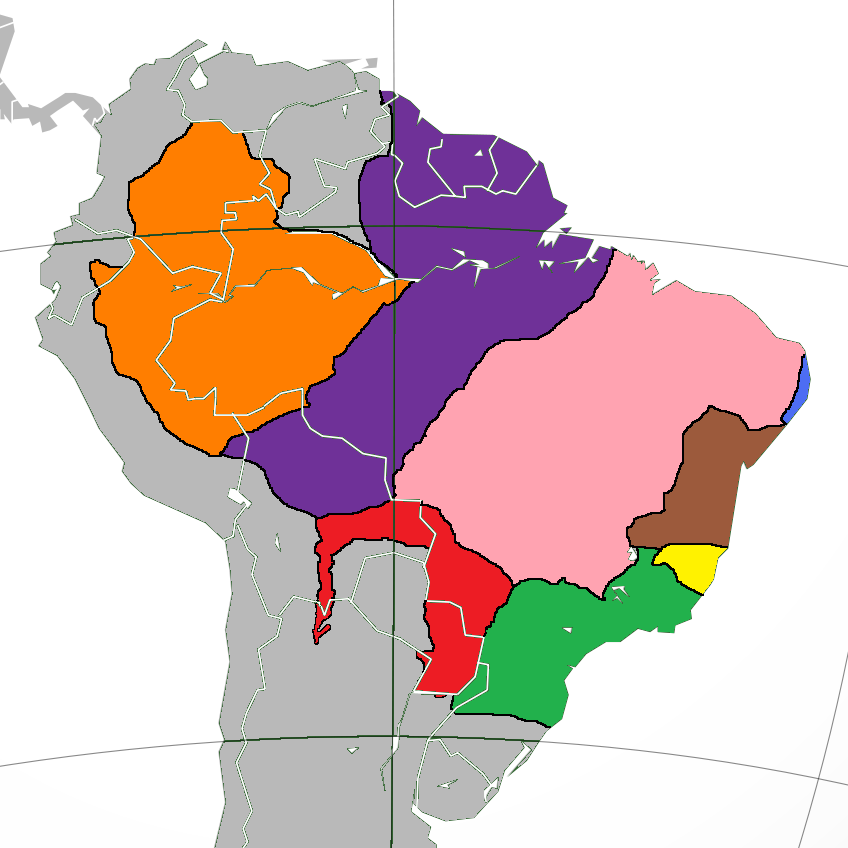
Distribution des 8 espèces de Sapajus en Amérique du Sud.